# 朝用分
朝用分・朝要分（ちょうようぶん）は、日本の南北朝時代に南朝が兵粮と財政収入確保のために自己の支配下の寺社領などに臨時に課した税。
同じ時期に北朝を擁する室町幕府が行った半済令（兵粮料所）と対比される。なお、半済令が年貢収入の半分を臨時徴収したのに対して、朝用分は1/3の徴収だったとされているが、記録が乏しく詳細は分かっていない。後村上天皇の正平年間から明徳の和約による北朝との合一直前まで何度か出され、紀伊・和泉・河内など、南朝の勢力が強かった近畿地方南部を中心に適用されたが、他の地域については美濃や土佐などにわずかに記録が見られるものの、実際には北朝/室町幕府の勢力を前にほとんど行い得なかったよう。
なお、長慶天皇が弘和3年（永徳3年/1383年）10月に摂津国のある村に出した朝用分免除の綸旨があるが、翌年元中元年（至徳元年/1384年）閏9月の同趣旨の命令が院宣の形式で出されており、この間の1年間に弟の後亀山天皇への譲位が行われたと推定する事が出来、事跡に不明な点が多いとされる同天皇の活動について知る貴重な史料となっている。